# 動物裁判
動物裁判（どうぶつさいばん）とは、中世ヨーロッパなどにおいて行われた、人間に危害を加えるなどした動物の法的責任を問うために行われた裁判手続を指す。世俗法に基づく刑事裁判のほかにも、教会法に基づく裁判がある。

## 概要
西洋における史料上確認できる動物裁判は、有罪となったものだけでも合計142件記録されている。この裁判は12世紀から18世紀の時代に見られ、特に動物裁判が活発だったのは15世紀から17世紀の間。その3世紀における裁判は合計122件である。また、動物裁判が行われているのは、キリスト教世界においては、罪を犯した物は人間でも動物でも植物でも無機物であっても裁かれなければならないというキリスト教文化の土壌によるものである。動物裁判は中世の法理によるものであり、現代では成立しない。
裁判の流れはフランスであった例として原告側弁護人が被害の見積り、被告の身体的特徴を調べた請願書を裁判所に提出、司教代理判事が被告に対して大声で出廷を命じるも裁判当日に現れず、被告側弁護人は来なかったのは出廷しても発言できないからだと弁護している。

## 文献
動物を訴えるという話だけ見れば、紀元前から確認されることであり、中国の漢代の話として、張湯の父が外出から戻ると、ネズミに肉を盗まれたことに怒り、子供だった湯を鞭打ったが、湯はネズミの穴からネズミと残った肉を見つけると、ネズミの罪を糾弾して鞭打ち、ネズミを告訴する書を作成すると、ネズミと肉を取り押さえ、訊（訊問）、鞫（きく、求刑）、論（判決）、報（上申）という手順を取った上で、最後は堂下で磔の刑に処した。これは父親の職務内容でもある裁判の物真似であったが、その文書は熟練した獄吏のようだったため、驚かれ、その能力をかわれて、長安県の吏になったという故事である。
聖書
出エジプト記第21章28-32節に、牛が人間を害した場合は石を投げて殺し、肉を食べてはいけないなどの処罰が書かれている。
枕草子
一条天皇の愛猫命婦の御許を翁丸という犬が噛みつこうとしたため、天皇自ら「犬島へつかわせ」と流罪を言い渡している（君主自らの裁定）。この他にも犬が流罪にされた記録が見られる（「犬島 (犬の流刑地)」を参照）。　

## 判例
- 1120年、フランスのランスで、ブドウを栽培している人たちがケムシによる被害に悩まされているとしてケムシに対して裁判を起こし、破門判決[1]。
- 1320年、フランスのアヴィニョンで、深刻な農業・林業被害を出す害虫ヨーロッパコフキコガネ（英語版）へ別の場所に移動するように命じ、応じなかったので殺処分された[4][5]。
- 1386年、フランスで、赤ちゃんを蹴り殺したブタが絞首刑。
- 1474年ドイツ、1730年スイス、雄鶏が卵を産んだ不自然さ・コカトリスと関連付けされ裁判が行われた[6]。
- 15世紀、李氏朝鮮で、人を殺したゾウが流罪（詳細は、亜烈進卿#朝鮮最初の象）[7][8]。
- 1510年、スイスとイタリアの国境の町で、モグラが穴を掘ったせいで植物が育たなくなったとして罪に問われるが、モグラは害虫を食べる有益な存在だとして弁護された結果、親子と妊娠中のモグラに安全通行権と14日の猶予期間が与えられた[1]。
- 17世紀、フランスで、痒みで人を苦しめた南京虫（トコジラミ）が銃殺刑。
- 1691年（元禄4年）8月11日、徳川将軍に糞を落としたカラスが八丈島に流罪（「生類憐れみの令#年表」参照）。
- 1974年、リビアで、人に噛み付いたイヌが懲役1ヶ月。
- 2021年10月、アメリカのオハイオ州で、カバを原告（実際には人間が代理人）とする裁判が行われた。主人が警察によって殺害された後、カバも殺処分することへの助命を求める裁判が行われた[9]。

## 関連文献
- 池上俊一『動物裁判　西欧中世・正義のコスモス』講談社〈講談社現代新書〉、1990年。ISBN 4-06-149019-2。